# Saint-Théoffrey
Saint-Théoffrey ist eine französische Gemeinde mit 609 Einwohnern (Stand: 1. Januar 2022) im Département Isère in der Region Auvergne-Rhône-Alpes (vor 2016 Rhône-Alpes). Sie gehört zum Arrondissement Grenoble und zum Kanton Matheysine-Trièves. Die Einwohner werden Saint-Théoffreydois genannt.

## Geographie
Die Gemeinde Saint-Théoffrey liegt etwa 22 Kilometer südlich von Grenoble. Das Gemeindegebiet wird geprägt von einer Seenkette, die in Nord-Süd-Richtung verläuft. Zu Saint-Théoffrey gehören die Südwesthälfte des Grand Lac de Laffrey, der Lac de Pétichet (vollständig) und das nördliche Drittel des Lac de Pierre-Châtel. Die Seespiegel liegen zwischen 905 und 930 m über dem Meer, die Seen dienen der Naherholung. Eingerahmt wird die Seenkette von einem Höhenrücken im Westen, der maximal 1247 m Höhe erreicht und den äußersten Ausläufern des Oisans-Massivs östlich der Seen mit maximal 1143 m Höhe. Umgeben wird Saint-Théoffrey von den Nachbargemeinden Laffrey im Norden, Cholonge im Nordosten und Osten, Villard-Saint-Christophe im Osten und Südosten, Pierre-Châtel im Süden, Notre-Dame-de-Vaulx im Westen sowie Saint-Jean-de-Vaulx im Westen und Nordwesten. Durch die Gemeinde führt die hier als Route Napoléon bezeichnete Route nationale 85.
|  |  |

## Bevölkerungsentwicklung
| Jahr                       | 1962 | 1968 | 1975 | 1982 | 1990 | 1999 | 2011 | 2021 |
| -------------------------- | ---- | ---- | ---- | ---- | ---- | ---- | ---- | ---- |
| Einwohner                  | 215  | 171  | 115  | 210  | 279  | 342  | 454  | 586  |
| Quellen: Cassini und INSEE |      |      |      |      |      |      |      |      |

## Sehenswürdigkeiten
- Kirche Notre-Dame-du-Mont-Carmel aus dem 19. Jahrhundert
- Kapelle im Ortsteil Petichet aus dem 15. Jahrhundert
- Kapelle Saint-Antoine in Théneaux aus dem 19. Jahrhundert

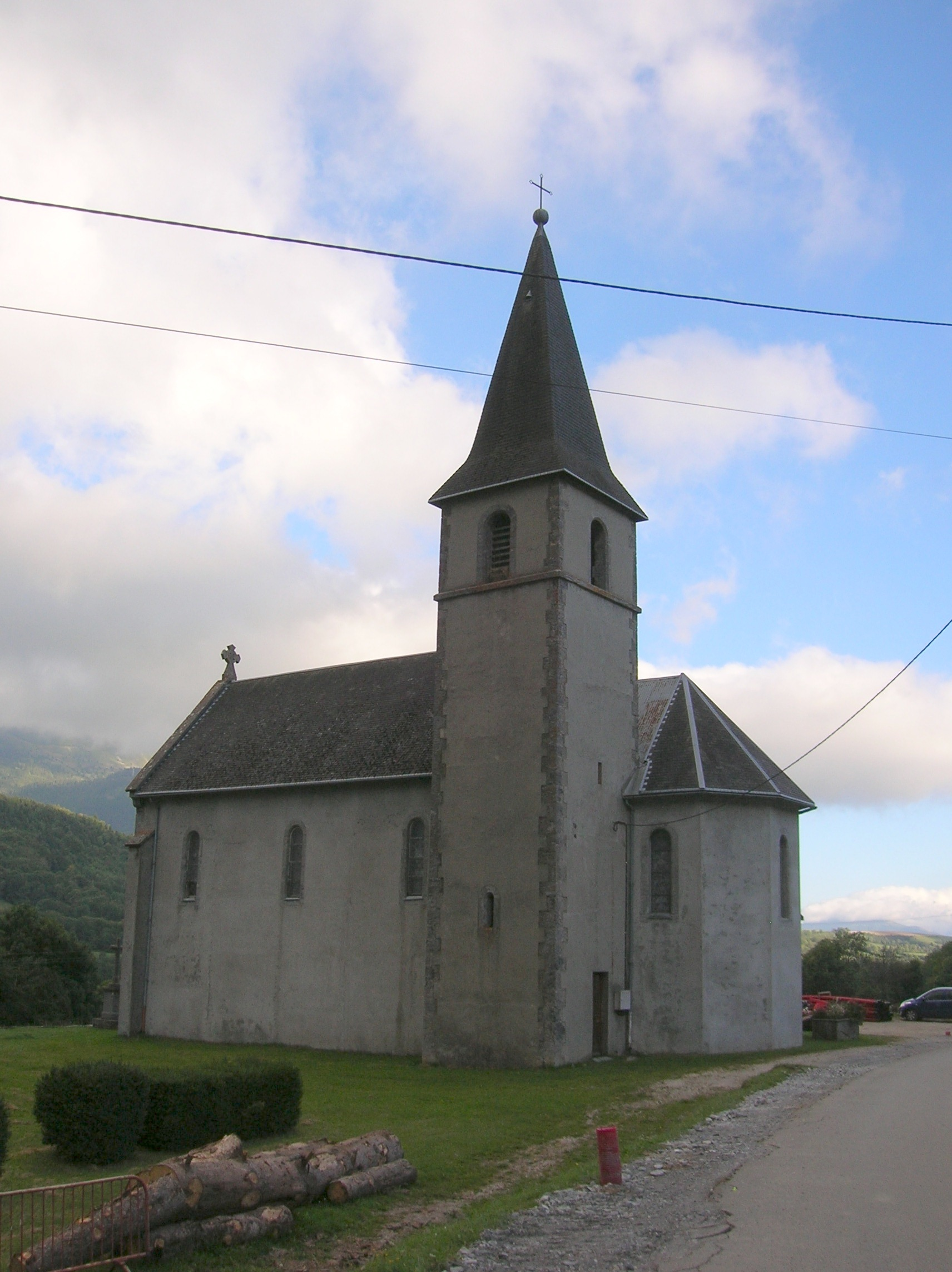
Kirche Notre-Dame-du-Mont-Carmel
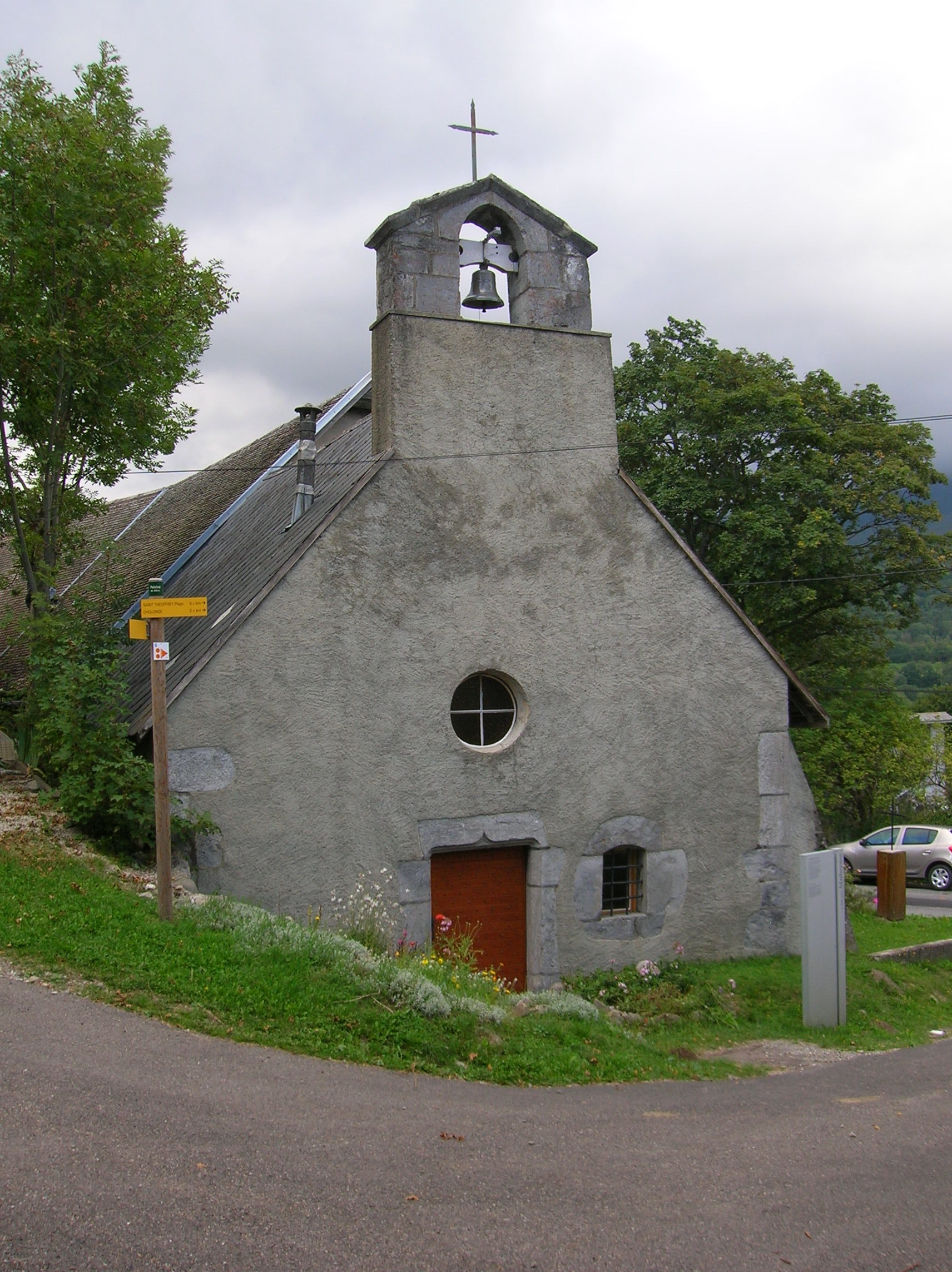
Kapelle in Petichet